# 杵築村
杵築村（きづきむら）は、島根県簸川郡にあった村。現在の出雲市の一部にあたる。

## 地理
- 河川：堀川[1]
- 海洋：日本海[1]

## 歴史
- 1889年（明治22年）4月1日、町村制の施行により、神門郡杵築西村、杵築北村が合併して村制施行し、杵築村が発足[1][2]。
- 1896年（明治29年）4月1日、郡の統合により簸川郡に所属[2]。
- 1899年（明治32年）杵築銀行設立[3]
- 1899年（明治41年）杵築水産会社設立[4]
- 1925年（大正14年）4月1日、簸川郡杵築町と合併して大社町を新設して廃止された[1][2]。

## 港湾
- 杵築港[3]